# 川路遥香
川路 遥香（かわじ はるか、1997年8月26日 - ）は、埼玉県出身の女子競輪選手。日本競輪選手会埼玉支部所属、ホームバンクは大宮競輪場。日本競輪選手養成所第120期生。師匠は緒方剛（92期）。青山学院大学出身。

## 経歴
幼少時から競泳に打ち込み、国民体育大会やジュニアオリンピック、リオデジャネイロオリンピック選考会などへの出場経験を持つ。中学生のときに樹立した、200Mフリーリレーの「短水路日本中学新記録」は、2022年4月時点でも記録を保持している。
高校卒業後はスポーツ推薦で青山学院大学に進学。大学でも水泳に打ち込んだが、就職活動で進路に迷っているときに父親からガールズケイリンを勧められ、競輪選手を志した。なお、大学は留年したため籍を置いたまま競輪選手となったが、のち大学にも通い、2021年10月に無事卒業を果たした。
2020年1月16日、日本競輪選手養成所第120回適性試験に合格。養成所競走成績は10位（6勝）。
2021年5月1日、静岡競輪場でデビューし4着となったが、翌5月2日のレースでは落車失格となった。